# 罗曼·希什金
罗曼·亚历山德罗维奇·希什金（俄语：Роман Александрович Шишкин，1987年1月27日—）是俄罗斯的一位足球運動員。在場上司職后卫。現時被俄超球隊卡斯洛達外借至森馬拉。他曾为俄罗斯國家足球隊效力。